# Dead End Street
"Dead End Street" is een nummer van de Britse rockgroep The Kinks uit 1966.
Het nummer is geschreven door Ray Davies en staat niet op een studio-album van de groep. Net als bij het nummer Shangri-La gaat de tekst over de wens om naar Australië te emigreren. De band heeft twee versies opgenomen van het nummer. De eerste versie, opgenomen met vaste producent Shel Talmy, maakte gebruik van een orgel en hoorn. De band vond dat dit nummer niet 'warm' genoeg klonk, en nam een nieuwe versie op waarbij de hoorn vervangen werd door een trombone.
Het nummer bereikte de vijfde plek in de UK Singles Chart en de Nederlandse Top 40. In de Verenigde Staten kwam het niet verder dan plek 73.
De band The Jam heeft het nummer gecoverd. Ook heeft Ray Davies voor een solo-album uit 2010 het nummer opgenomen als duet met Amy Macdonald.

## NPO Radio 2 Top 2000
| Nummer met noteringen in de NPO Radio 2 Top 2000 | '99  | '00 | '01  | '02 | '03  | '04  | '05  | '06  | '07 | '08  |
| ------------------------------------------------ | ---- | --- | ---- | --- | ---- | ---- | ---- | ---- | --- | ---- |
| Dead End Street                                  | 1436 | 340 | 1783 | -   | 1934 | 1749 | 1830 | 1681 | -   | 1915 |

1. ↑  Een '-' betekent dat het nummer niet was genoteerd en een vetgedrukt getal geeft de hoogste notering aan.
2. ↑  Deze tabel is bijgewerkt tot en met de laatste editie (2024).